# Saint-Fergeux
Saint-Fergeux település Franciaországban, Ardennes megyében. Lakosainak száma 217 fő (2022. január 1.). Saint-Fergeux Banogne-Recouvrance, Château-Porcien, Condé-lès-Herpy, Hannogne-Saint-Rémy, Remaucourt, Seraincourt és Son községekkel határos.

## Népesség
A település népessége az elmúlt években az alábbi módon változott:
| Lakosok száma | 309  | 207  | 203  | 193  | 200  | 202  | 210  | 216  | 216  | 217  |
|               | 1968 | 1982 | 1990 | 2006 | 2013 | 2015 | 2017 | 2019 | 2020 | 2022 |